# Iwogumoa taoyuandong
Iwogumoa taoyuandong är en spindelart som först beskrevs av Youhui Bao och Yin 2004.  Iwogumoa taoyuandong ingår i släktet Iwogumoa och familjen mörkerspindlar. Inga underarter finns listade i Catalogue of Life.